# Walhalla (templu)

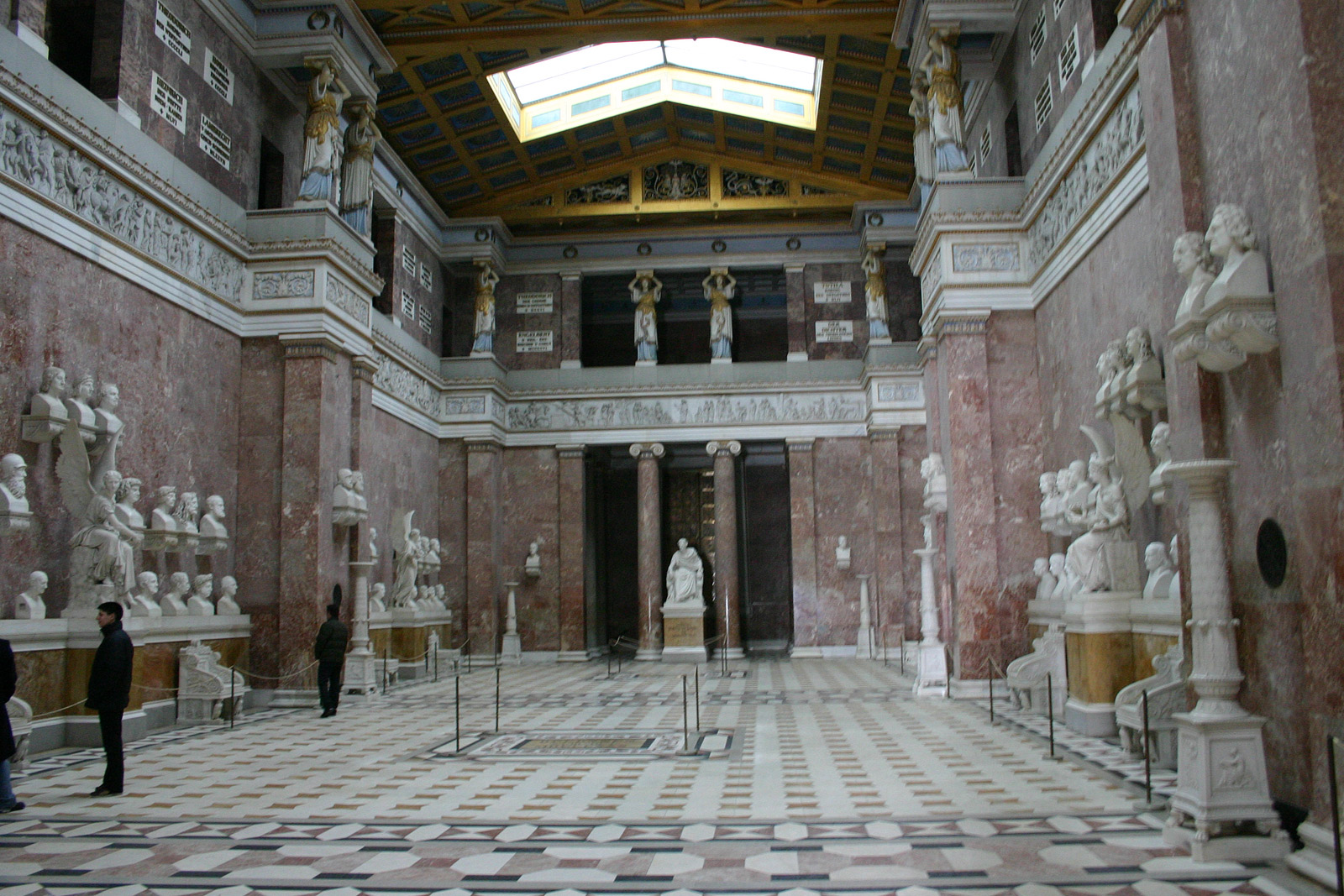
Vedere în interiorul templului Walhalla

Walhalla este numele unui templu de marmură din Germania, construit în localitatea Donaustauf, pe malul stâng al Dunării, la 10 km în aval de orașul Regensburg din Bavaria.

## Istorie

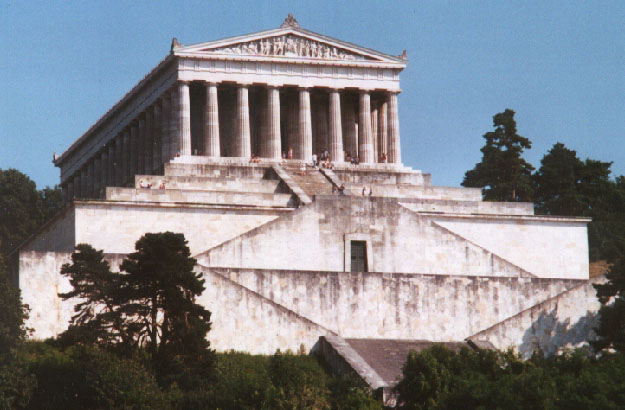
Templul Walhalla văzut de pe Dunăre

Templul a fost construit în secolul al XIX-lea, de regele Ludwig I al Bavariei, după modelul Partenonului din Atena. Arhitectul a fost Leo von Klenze. Construcția a început în 1816 și s-a terminat 26 de ani mai târziu, în 1842. În templu se află busturi ale unor personalități germane marcante.
Ludwig I al Bavariei voia să facă memorialul (Walhalla constituie paradisul eroilor din mitologia nordică) marilor personalități care au ilustrat civilizația germană: artiști, militari etc.

## Demn de văzut

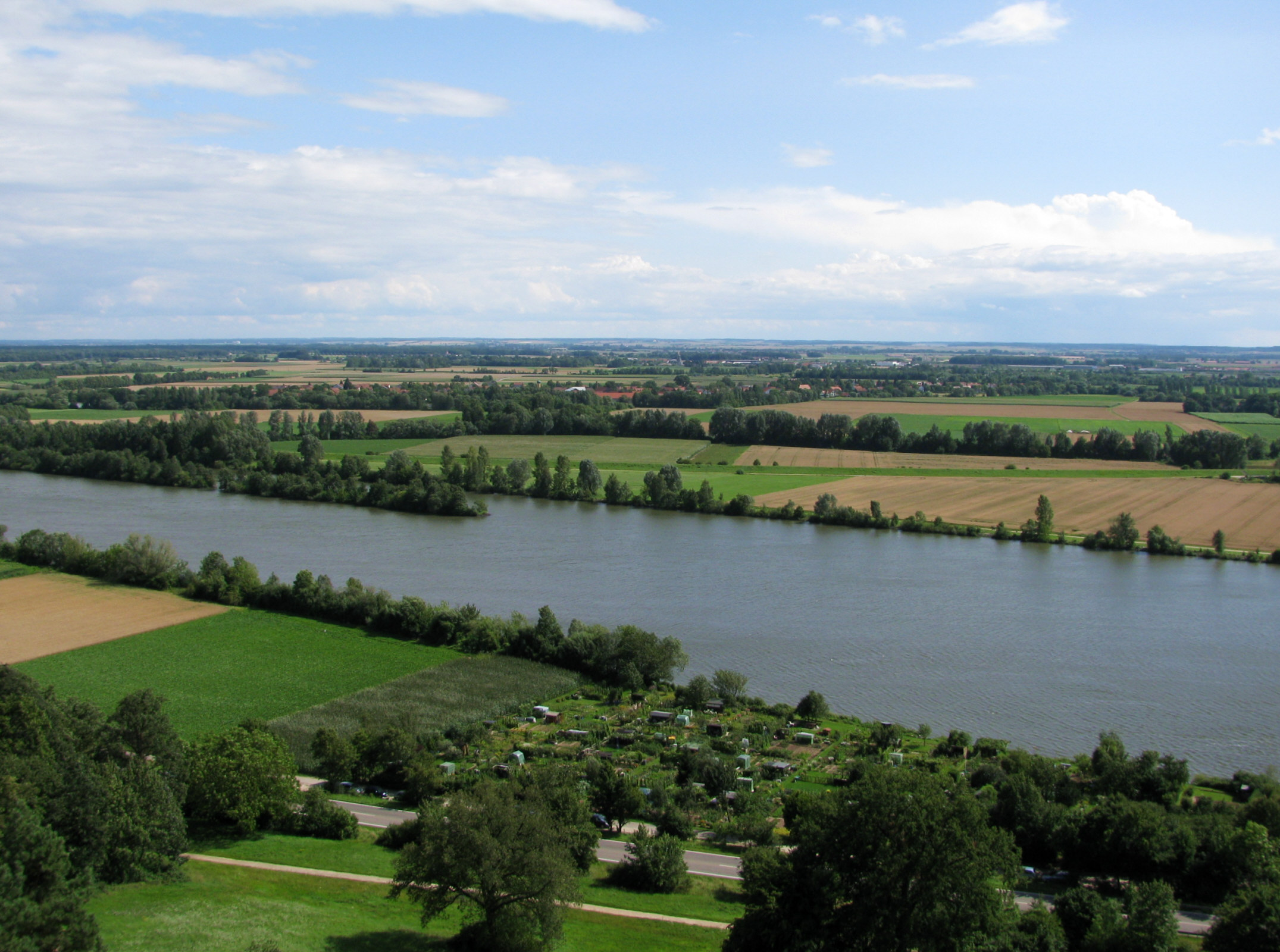
Vedere asupra Dunării, din peristilul Walhallei

Memorialul se poate vizita, iar vizitatorii pot vedea, în interior, peste 130 de busturi ale unor mari personalități germane. Din peristil, vizitatorul poate avea o frumoasă vedere spre cotul Dunării, spre ruinele castelului de la Donaustauf, precum și spre turnurile Catedralei Sfântul Petru din Regensburg.

### Busturi

#### Busturi originale (plasate înainte de 1847)
1. Amalie Elisabeth – contesă de Hessa-Kassel în timpul Războiului de 30 de Ani
2. August al Saxoniei – principe elector al Saxoniei
3. Michael Andreas Barclay de Tolly –
4. Ludwig van Beethoven – compozitor german, în perioada clasică
5. Bernhard von Sachsen-Weimar – general în Războiul de Treizeci de Ani
6. Gebhard Leberecht von Blücher – feldmareșal prusac
7. Herman Boerhaave – umanist
8. Gottfried August Bürger – poet
9. Christoph, Duce de Württemberg – duce de Württemberg
10. Johann von Dalberg – episcop de Worms
11. Hans Karl von Diebitsch – mareșal rus, născut în Silezia
12. Anthony van Dyck – pictor
13. Eberhard I de Württemberg – duce de Württemberg
14. Julius Echter von Mespelbrunn – episcop de Würzburg
15. Joseph von Eichendorff – poet
16. Erasmus din Rotterdam – umanist
17. Ernst I – duce de Saxa-Gotha și Saxa-Altenburg în timpul Războiului de 30 de Ani
18. Jan van Eyck – pictor
19. Karl Wilhelm Ferdinand, Duce de Braunsweig-Lüneburg – feldmareșal prusac
20. Frederic I, Elector Palatin –
21. Frederic I, Împărat al Sfântului Imperiu Roman - Barbarossa
22. Frederic al II-lea, Împărat al Sfântului Imperiu Roman – Stupor mundi
23. Frederic al II-lea al Prusiei – Frederic cel Mare
24. Frederic Wilhelm, Elector de Brandenburg – Mare Elector
25. Georg von Frundsberg –
26. Jakob Fugger – cel Bogat, negustor în Augsburg
27. Ernst Gideon Freiherr von Laudon – mareșal din Livonia
28. Christoph Willibald Gluck – compozitor
29. Johann Wolfgang von Goethe – poet
30. Johann Joseph von Görres – scriitor
31. Hugo Grotius – jurist
32. Otto von Guericke – om de știință și inventator german
33. Johannes Gutenberg – inventator al tiparului cu litere mobile
34. Albrecht von Haller – anatomist și fiziologist elvețian
35. Hans von Hallwyl – comandant elvețian
36. Georg Friedrich Händel – compozitor baroc german
37. Joseph Haydn – compozitor austriac în perioada clasică
38. Henric Leul – Duce al Saxoniei și Bavariei
39. Henric Pasararul – Duce al Saxoniei și Rege al germanilor
40. Johann Jakob Wilhelm Heinse - autor german
41. Berthold von Henneberg – elector și arhiepiscop de Mainz
42. Johann Gottfried Herder – poet german, critic și teolog
43. Friedrich Wilhelm Herschel – astronom și compozitor german
44. Hans Holbein cel Tânăr – pictor german
45. Ulrich von Hutten – umanist
46. Friedrich Ludwig Jahn – patriot german și părinte al gimnasticii
47. Immanuel Kant – n. Königsberg (Prusia Orientală), filosof german, în perioada clasică
48. Arhiducele Carol, duce de Teschen – comandant militar austriac
49. Carol Quintul
50. Carol al V-lea de Lorena
51. Carol al X-lea al Suediei – rege al Suediei
52. Ecaterina a II-a a Rusiei, Ecaterina cea Mare – țarină a Rusiei
53. Johannes Kepler –  matematician și astronom german
54. Friedrich Gottlieb Klopstock – poet german
55. Conrad al II-lea, Împărat Roman
56. Nicolaus Copernicus – canonic catolic născut în Toruń, în limba germană: Thorn[1], astronom
57. Gottfried Wilhelm Leibniz – filosof și matematician german
58. Gotthold Ephraim Lessing – poet german
59. Justus von Liebig – chimist german
60. Paris Graf von Lodron – arhiepiscop de Salzburg
61. Ludwig Wilhelm von Baden - Türkenlouis, comandant imperial
62. Ludwig I – rege al Bavariei
63. Maria Theresia – arhiducesă a Austriei și Regină a Ungariei și Boemiei
64. Maximilian I, Împărat al Sfântului Imperiu Roman
65. Maximilian I de Bavaria (principe elector) – principe elector al Bavariei
66. Hans Memling – pictor flamand
67. Raphael Mengs – pictor
68. Maurice de Orania – comandant de oști
69. Maurice de Saxonia – comandant și strateg militar german
70. Justus Möser – istoric german
71. Wolfgang Amadeus Mozart – compozitor austriac în perioada clasică
72. Johannes Müller (Regiomontanus) – astronom și matematician german
73. Johannes von Müller – istoric elvețian
74. Burkhard Christoph Graf von Münnich – mareșal german în serviciul Rusiei
75. August Graf Neidhardt von Gneisenau – general și mareșal prusac
76. Nicholas of Flue – ascet și mistic elvețian
77. Otto I, Împărat Roman
78. Theophrast von Hohenheim Paracelsus – alchimist elvețian din secolul al XVII-lea
79. Jean Paul – umorist german
80. Max von Pettenkofer – chimist și igienist german
81. Wolter von Plettenberg –
82. Johannes von Reuchlin – filosof și umanist german
83. Wilhelm Conrad Röntgen – fizician german, descoperitor al razelor X
84. Peter Paul Rubens – pictor
85. Rudolf I de Habsburg – rege german
86. Michiel Adriaenszoon de Ruyter – amiral olandez
87. Gerhard von Scharnhorst – general prusac
88. Friedrich Wilhelm Schelling – filosof german
89. Friedrich Schiller - poet german, exponent al Sturm und Drang
90. Johann Philipp von Schönborn – arhiepiscop și prinț-elector de Mainz
91. Karl Philipp Fürst zu Schwarzenberg – mareșal austriac
92. Franz von Sickingen –
93. Frans Snyders - pictor flamand
94. Karl vom und zum Stein – politician
95. Erwin von Steinbach – arhitect german
96. Adalbert Stifter – autor german
97. Johannes Aventinus (Johann Georg Turmair) – istoric bavarez
98. Maximilian von und zu Trauttmansdorff – diplomat austriac, negociator al Păcii de la Westphalia
99. Maarten Harpertszoon Tromp – amiral olandez
100. Aegidius Tschudi – compozitor elvețian
101. Peter Vischer – sculptor german
102. Albrecht von Wallenstein – general în Războiul de 30 de Ani
103. Christoph Martin Wieland – poet german.
104. Wilhelm Graf zu Schaumburg-Lippe – comandant militar
105. Willem I al Țărilor de Jos
106. Willem al III-lea al Țărilor de Jos
107. Johann Joachim Winckelmann – arheolog german
108. Nikolaus Ludwig von Zinzendorf – călugăr și reformator german, episcop de Moravia

## Galerie de imagini

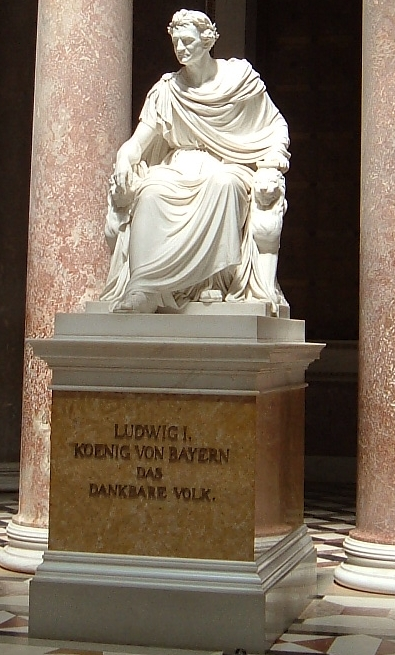
Statuia lui Ludwig I al Bavariei (Nr. 68, 1890), fondatorul templului Walhalla
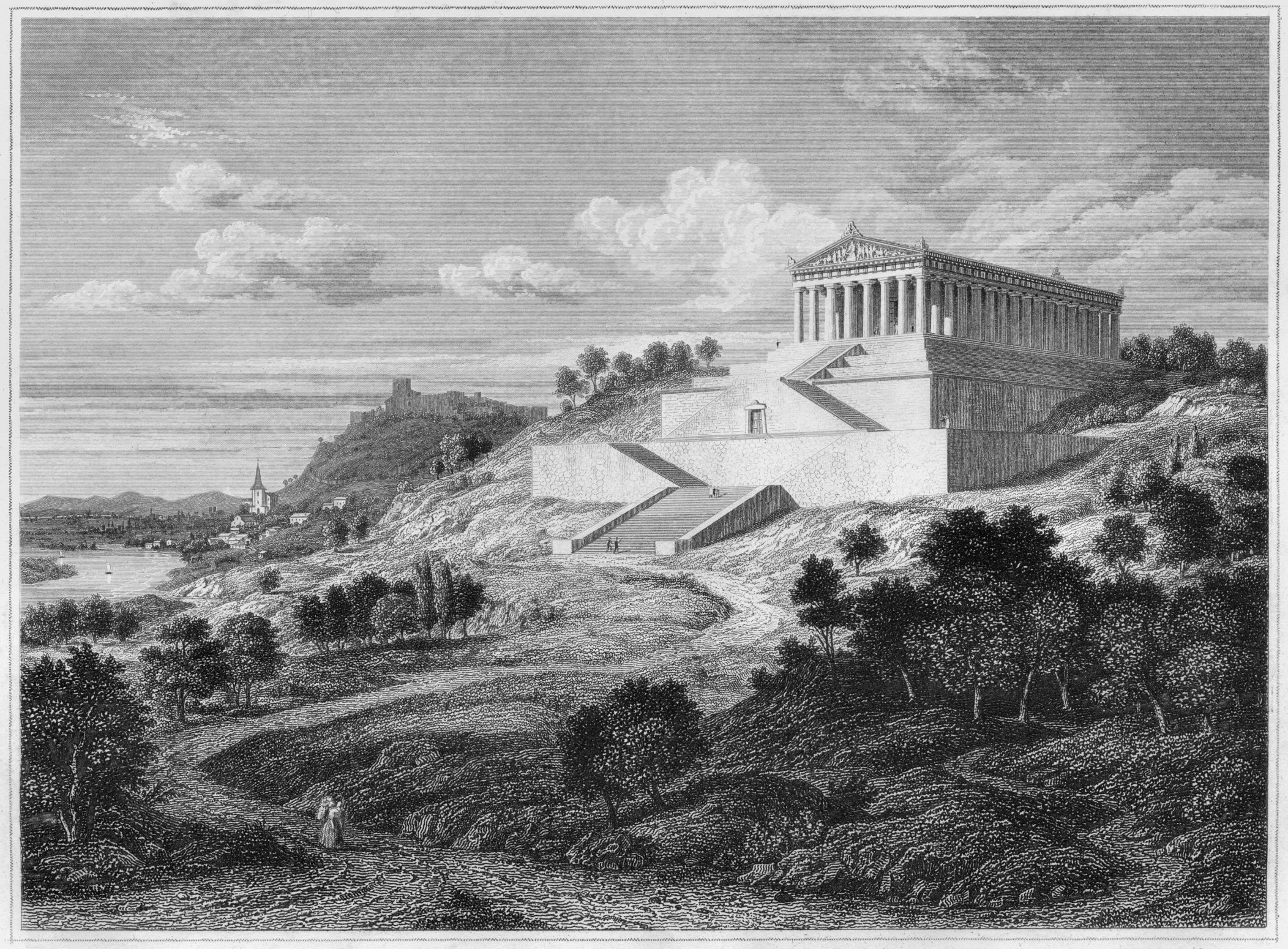
Walhalla pe la 1840
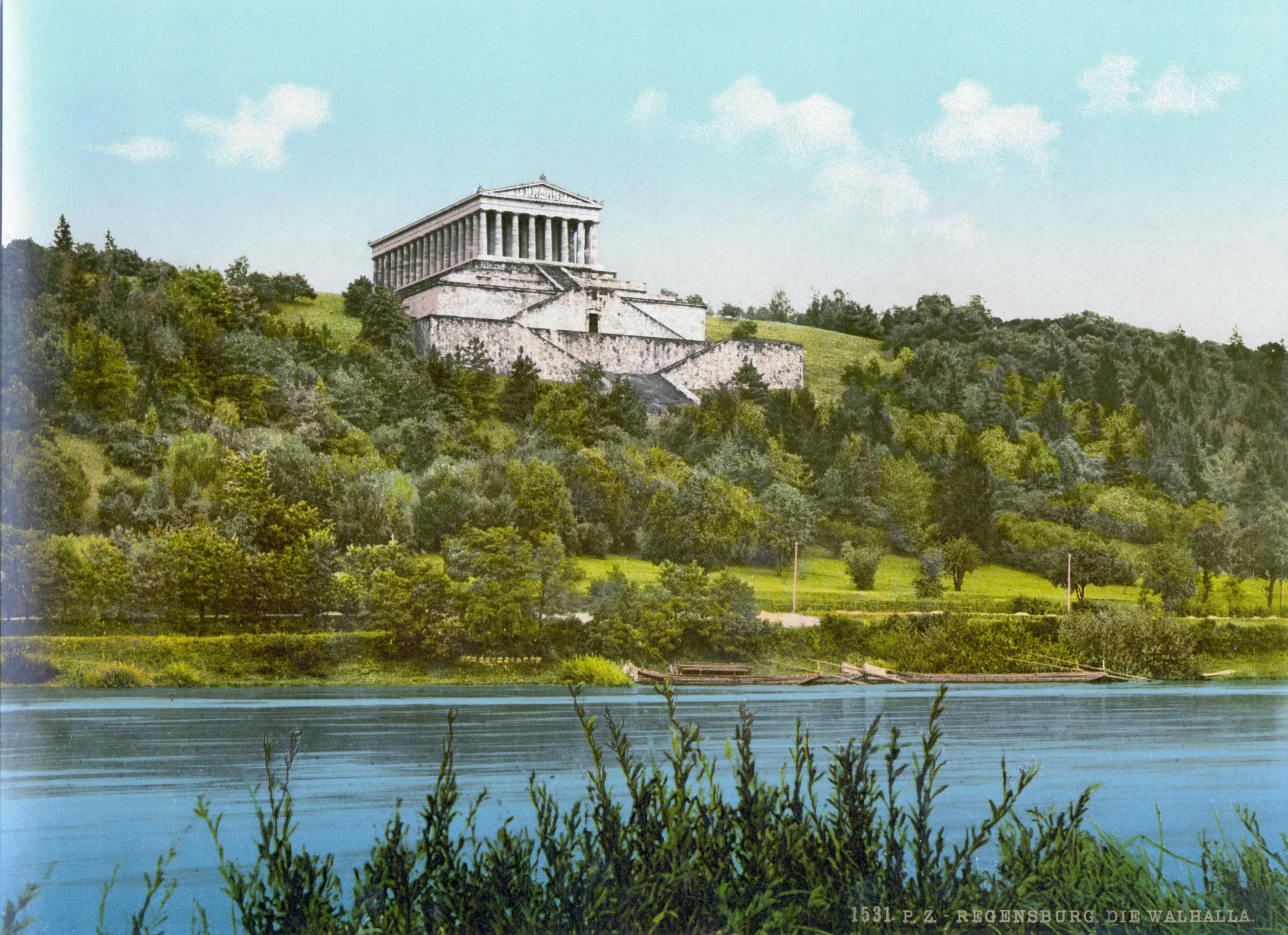
Walhalla pe la 1900
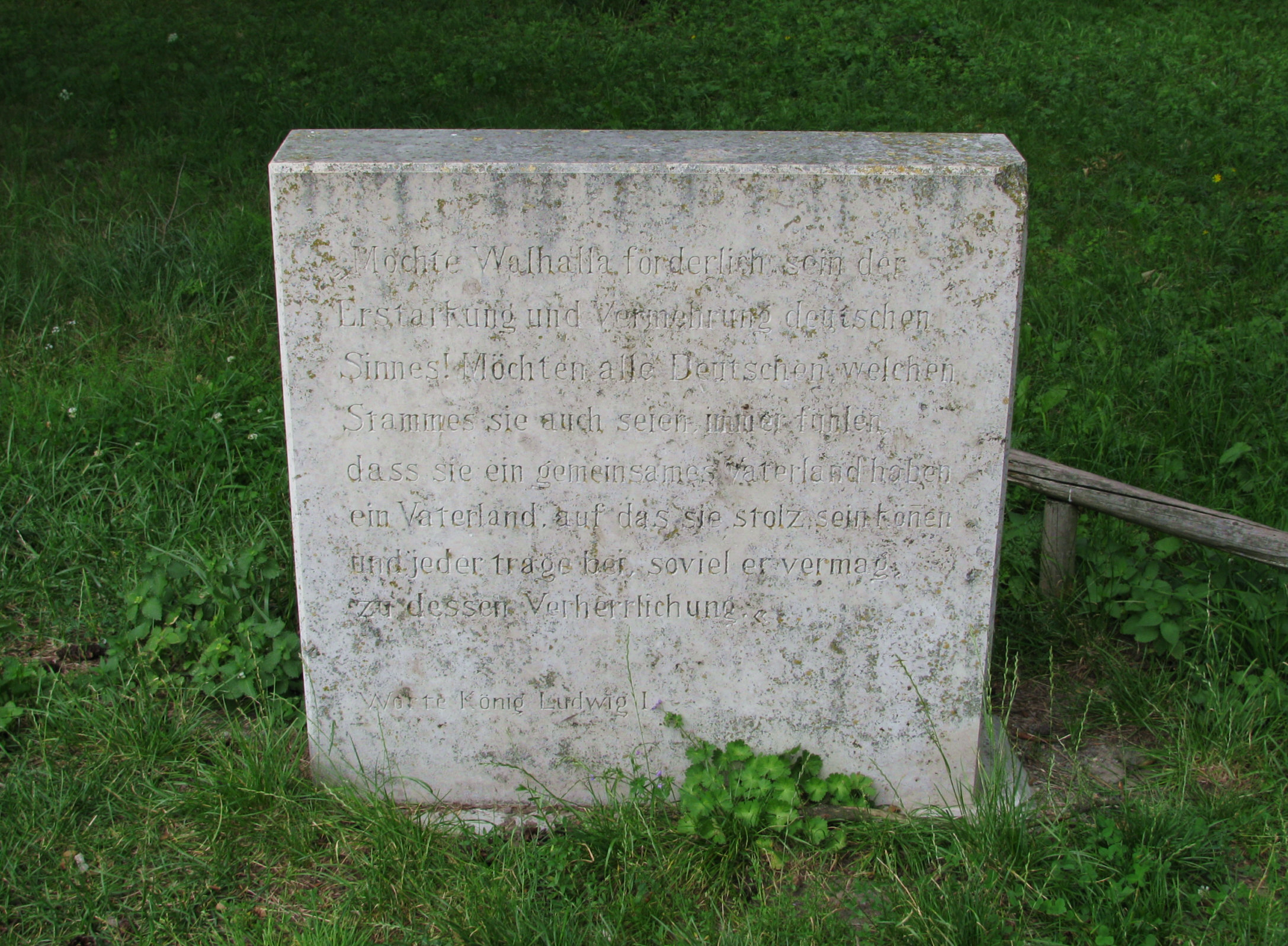
Cuvinte ale lui Ludwig I al Bavariei, pe o placă-memorial
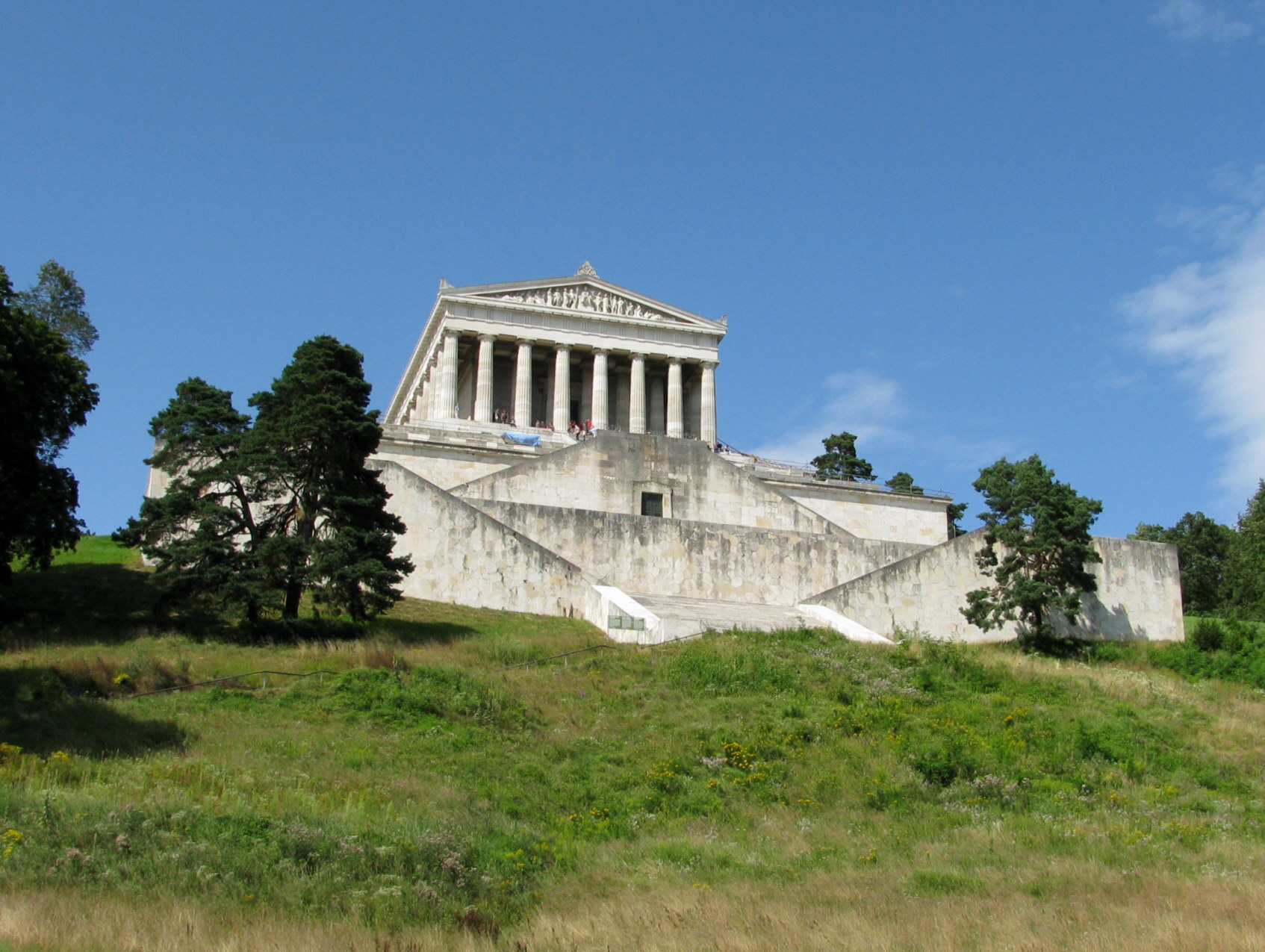
Panoramă dinspre sud (dinspre Dunăre)
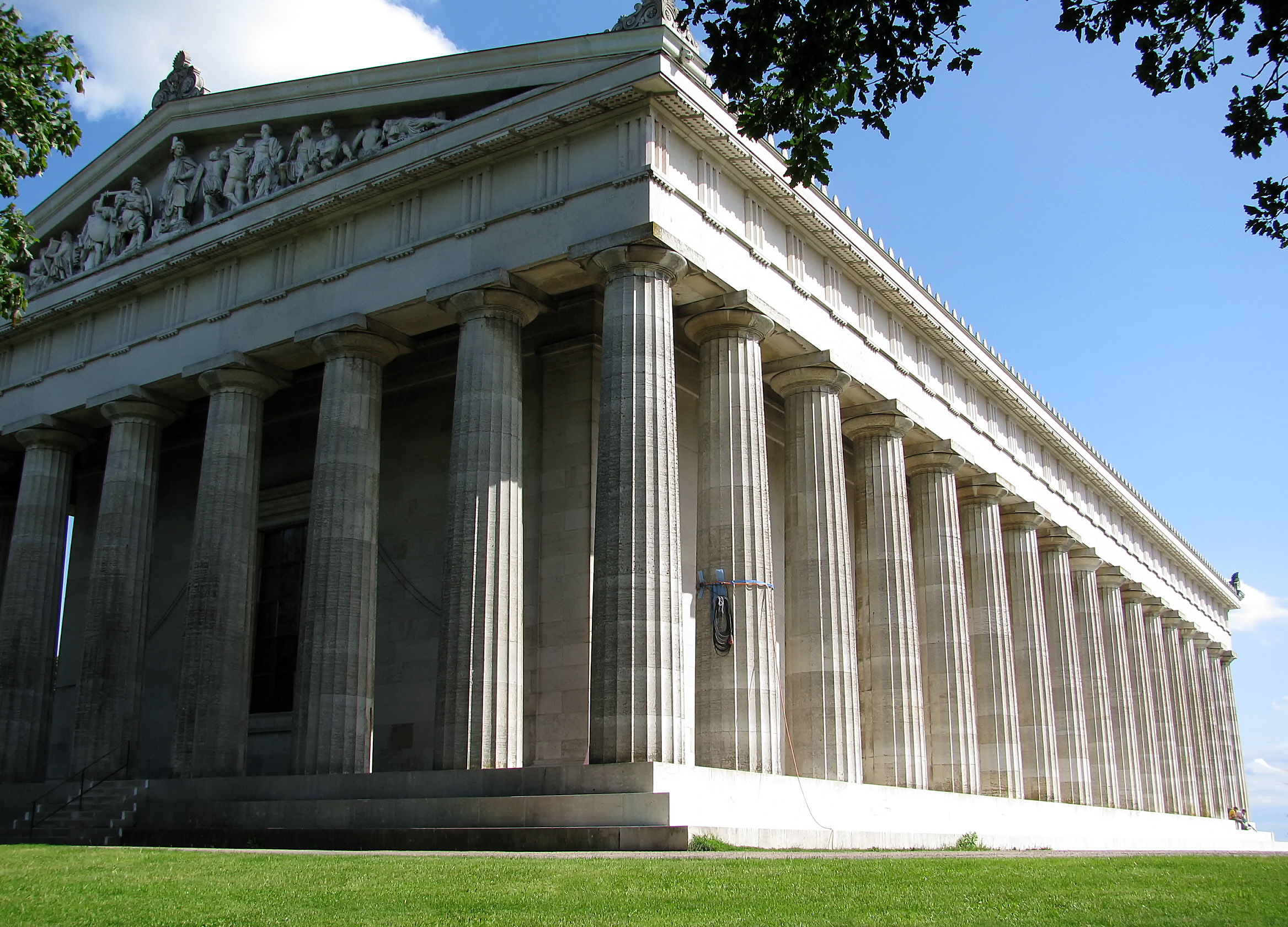
Vedere dispre nord-vest
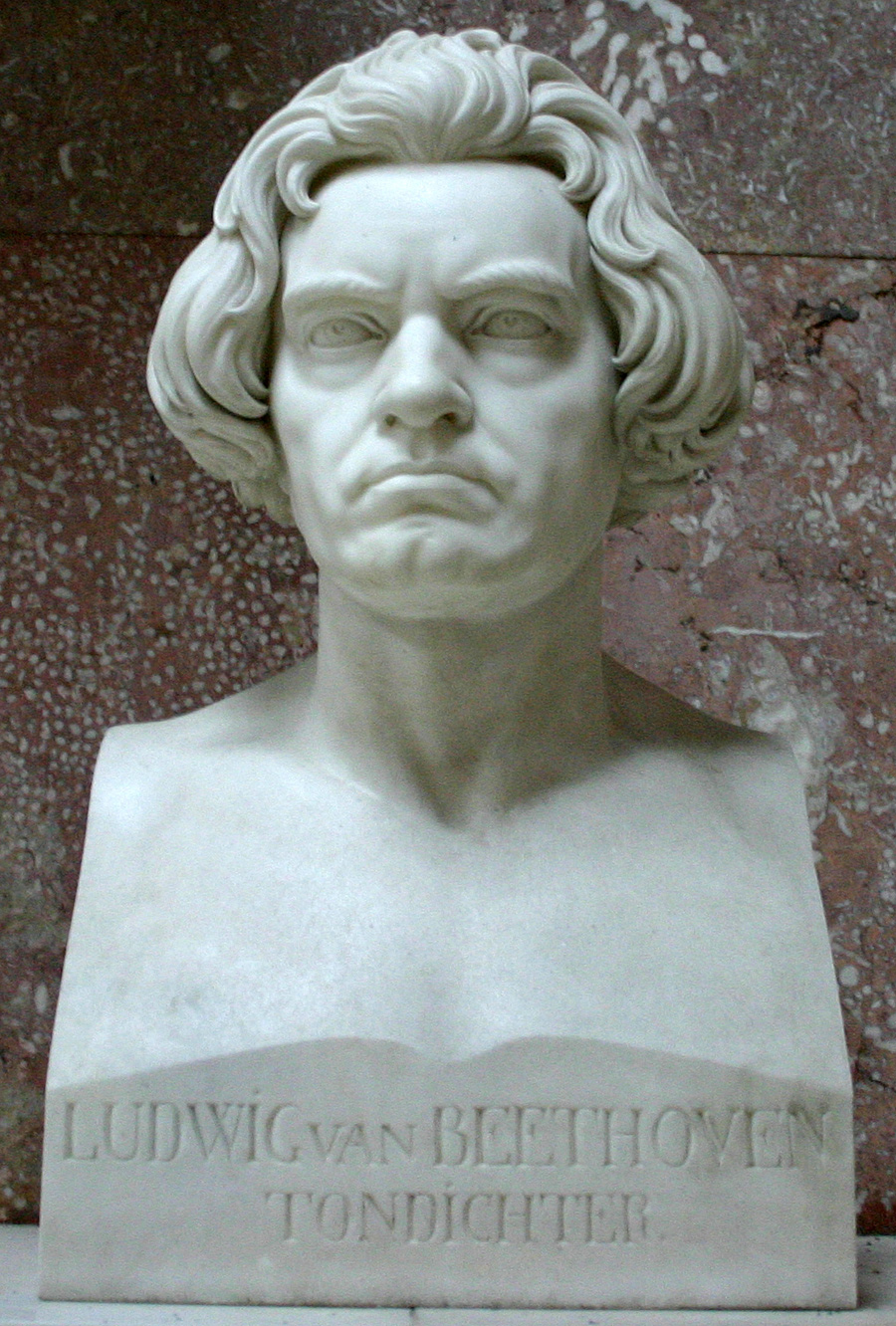
Ludwig van Beethoven, (Nr. 65)
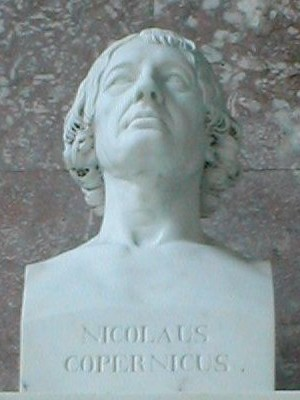
Nicolaus Copernic (Nr. 52, Schadow, 1807)
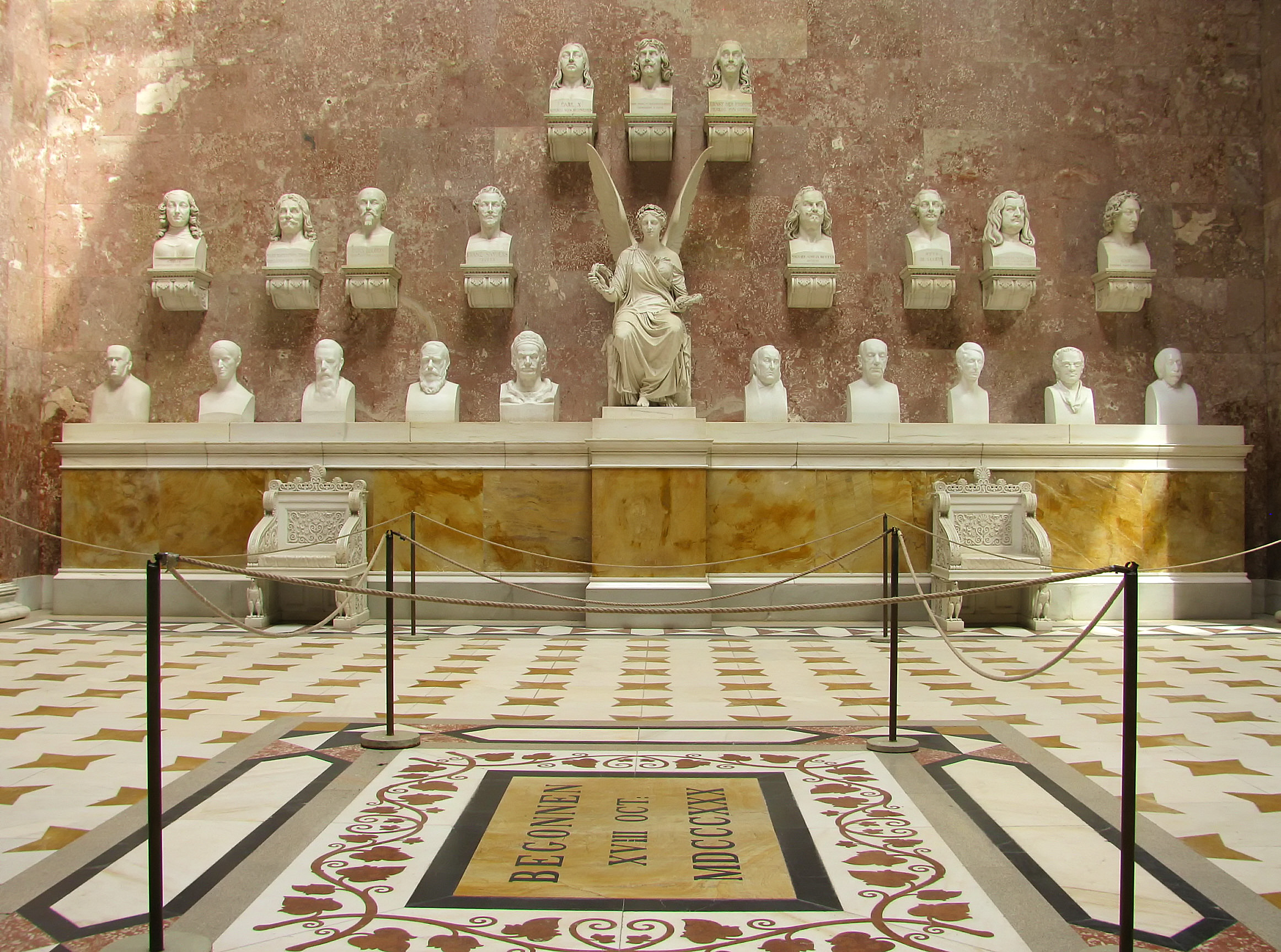
Al cincilea grup de busturi (Nr. 90 - 110); în centru se află statuia unei zeițe care întruchipează „evoluţiile nefavorabile dușmanilor în victorie”

#### Busturi adăugate după 1847
așezate cronologic, după anul expunerii